# Habib Mangal
Habib Mangal (* 1946 in Star, Chot, Distrikt Qalandar, Provinz Chost) ist ein afghanischer Politiker. Er kandidierte für die Präsidentschaftswahl 2009 in Afghanistan.

## Leben
Mangal ist gelernter Arzt, der auch einen Doktortitel in Sozialwissenschaften hat. Laut einem Profil der Nachrichtenagentur Pajhwok Afghan News besuchte er die  Rahman Baba-Sekundärschule, seine medizinische Ausbildung erlangte er an der Medizinischen Universität Kabul. Wo er sein Doktorat der Sozialwissenschaften erwarb, ist unbekannt. 1977 und 1978 arbeitete er als Arzt am Spital von Khost. Anschließend war er Verantwortlicher für Gesundheitsangelegenheiten in der Provinz Samangan. 
Er schloss sich der Demokratischen Volkspartei Afghanistans (PDPA) im Jahr 1964 an, als er 18 Jahre alt war. Laut Pajhwok Afghan News war er von 1964 bis 1981 als Aktivist für die Partei tätig. Er half bei der Gründung der Studentenbewegung an der Universität Kabul 1972 und 1973. Er wurde aufgrund seiner Aktivitäten in der Studentenbewegung inhaftiert. Laut Pajhwok Afghan News erfolgte eine zweite Inhaftierung aus „politischen Gründen“ und auf „innerparteilichen Differenzen“ von 1977 bis 1978.
Im Jahr 1979 wurde er Mitglied des Zentralkomitees der PDPA. Von 1980 bis 1986 hatte Mangal einen leitenden diplomatischen Posten inne. 1986 nahm er an einer verfassunggebenden Loja Dschirga als Vertreter der Provinz Paktia teil. Von 1987 bis 1991 vertrat er die Paktia in der Wolesi Dschirga, dem Oberhaus des afghanischen Parlaments. Als die PDPA-Administration in Afghanistan im Jahr 1992 fiel, reiste er in die Niederlande, wo er bis 2009 blieb. Dort war er in der afghanischen Gemeinde aktiv. Während der Präsidentschaftswahl 2009 war er Kandidat in einem Feld von 38 Teilnehmern. Er erreichte 7339 Stimmen.

## Diplomat
Nach einem Profilartikel der Agentur Pajhwok Afghan News war er von 1980 bis 1986 der Botschafter Afghanistans für die Sowjetunion und nicht-residierender Botschafter für Finnland, Rumänien und Zypern.